# Резолюция 254 на Съвета за сигурност на ООН
Резолюция 254 на Съвета за сигурност на ООН е приета единодушно на 11 юни 1968 г. по повод Кипърския въпрос.
Като взема предвид мнението на генералния секретар по въпроса, както и изразеното желание от страна на Република Кипър престоят на Мироопазващите сили на ООН в Кипър да бъде удължен и след 26 юни 1968 г., с Резолюция 254 Съветът за сигурност, заставайки зад предишните си резолюции по Кипърския въпрос, удължава престоя в Кипър на Мироопазващите сили на ООН за допълнителен период, приключващ на 15 декември 1968 г. Резолюцията призовава всички страни в конфликта да проявяват максимална сдържаност и да положат целенасочени усилия за постигане целите на Съвета за сигурност.